# Magic Stick
Magic Stick – drugi singel raperki Lil’ Kim, promujący jej trzeci album studyjny „La Bella Mafia”. Piosenkę wydano 8 kwietnia 2003. Gościnnie w piosence występuje raper 50 Cent. Do utworu miał powstać teledysk, jednak w wyniku konfliktu po obu stronach, nigdy się on nie ukazał.

## Notowania
| Lista (2003)                         | Najwyższa pozycja |
| ------------------------------------ | ----------------- |
| US Billboard Hot 100                 | 20                |
| US Hot R&B/Hip-Hop Songs (Billboard) | 18                |
| US Rap Songs (Billboard)             | 9                 |

| Notowanie         | Ilość tygodni | Pozycja |
| ----------------- | ------------- | ------- |
| Billboard Hot 100 | 24            | 2       |
| R&B/Hip-Hop Songs | 26            | 2       |
| Pop Songs         | 18            | 7       |
| Rap Songs         | 25            | 1       |